# Lambuh Knoll
Der Lambuh Knoll (englisch; bulgarisch Ламбухска могила Lambuchska mogila) ist ein 900 m hoher und vereister Hügel auf der Trinity-Halbinsel des Grahamlands im Norden der Antarktischen Halbinsel. Er ragt 3,21 km ostnordöstlich des Mount Ignatiev, 4,6 km südlich bis westlich des Crown Peak, 6,9 km südwestlich des Lardigo Peak und 13,78 km nordnordöstlich des Sirius Knoll zwischen dem Louis-Philippe-Plateau und den Srednogorie Heights am nördlichen Eingang zum Trajan Gate auf. Der Malorad-Gletscher liegt nordwestlich von ihm.
Deutsche und britische Wissenschaftler kartierten ihn 1996 gemeinsam. Die bulgarische Kommission für Antarktische Geographische Namen benannte ihn 2010 nach der Ortschaft Lambuch im Süden Bulgariens.